# Daphnis ernestina
Daphnis ernestina är en fjärilsart som beskrevs av Moore 1887. Daphnis ernestina ingår i släktet Daphnis och familjen svärmare. Inga underarter finns listade i Catalogue of Life.